# Regering-Dewael
De regering-Dewael (13 juli 1999 – 10 juni 2003) was de Vlaamse regering die ontstond na de federale, regionale en Europese verkiezingen van 1999. De meerderheid werd gevormd door VLD, SP, Agalev en de VU. Ze kreeg daarom soms ook de naam: paars-groen-gele coalitie.
Deze regeringsperiode werd sterk gekenmerkt door het grote aantal wissels. Van de negen ministers die de eed aflegden in 1999 bleven er aan het einde van de legislatuur in 2004 slechts drie over. Door de implosie van de Volksunie kwam de meerderheid ook bijna in problemen en hield ze slechts het minimumaantal zetels over om te kunnen regeren.

## Verloop
Op 13 juli 1999 legt de paars-groen-gele regering-Dewael de eed af in het Vlaams Parlement. Dewael legt zijn eerste Septemberverklaring af op 29 september 1999. De nieuwe regering stapt af van de strakke euromeesternorm over de begroting van haar voorganger. Ze reserveert 3,2 miljard frank voor een selectieve belastingverlaging waarmee ze aankondigt de werkloosheidsval te bestrijden.

### Bevoegdheden Bert Anciaux
Op 14 april 2000 draagt Vlaams minister Bert Anciaux (VU&ID) zijn bevoegdheden voor Huisvesting, Stadsvernieuwing en Stedelijk Beleid over aan zijn partijgenoot en collega Johan Sauwens. In ruil laat Sauwens zijn zitje in de conferentie voor de staatshervorming (Costa) over aan Anciaux.
Bert Anciaux werd verplicht om zijn bevoegdheden af te staan. Volgens de Raad van State had hij nooit de bevoegdheden mogen hebben. Als inwoners van het Brusselse Gewest heeft hij enkel een raadgevende stem over gewestzaken. Anciaux was bevoegd over enkele gemeenschapsmateries (Cultuur en Jeugd), maar dus ook over Huisvesting en Stedelijk Beleid, twee gewestbevoegdheden.
Al bij het aantreden van de regering-Dewael rezen er vragen over het feit dat Anciaux die gewestbevoegdheden wel kon uitoefenen. De juridische dienst van het Vlaams Parlement meende van niet, maar de administratie van de Vlaamse Regering gaf wel zijn goedkeuring.

### Sint-Maartensfonds
Op zaterdag 5 mei 2001 woonde minister Johan Sauwens een bijeenkomst van het Sint-Maartensfonds (SMF) bij in de zaal Alpheusdal in Antwerpen. Het SMF is echter een extreemrechtse vereniging van oostfronters en Vlaamse oud-SS'ers. Sauwens bevestigt later dat hij aanwezig was en dat hij al 25 jaar lid is van het fonds. Volgens hem was zijn bezoek "een inschattingsfout".
Ondanks zijn excuses bleef zijn bezoek tot onrust leiden. VLD, SP en Agalev waren er niet tevreden mee, vooral SP en Agalev namen geen vrede met de afstand van Sauwens tegenover een aantal toespraken op de bijeenkomst. Het woord 'ontslag' begint te vallen. Binnen de Vlaamse regering is er topoverleg tussen vooraanstaande politici van VLD, SP, Agalev en VU. De Vlaams-nationalisten stellen hun veto tegen een ontslag van Sauwens.
In het parlement vraagt VLD-fractieleider Francis Vermeiren namens VLD, SP en Agalev het ontslag van Sauwens. VU-fractieleider Paul Van Grembergen weigert het vertrouwen in zijn minister op te zeggen. Sven Gatz (ID), lid van dezelfde fractie, doet dat wel. Uiteindelijk stelt Sauwens zijn mandaat ter beschikking van zijn partij. Het woord ontslag kreeg hij niet over de lippen, maar hij zou zich er niet tegen verzetten. Johan Sauwens vond dat hij het slachtoffers was van een overtrokken beeldvorming.

### Lambermontakkoord
Op 1 januari 2002 kreeg de Vlaamse regering een heleboel nieuwe bevoegdheden. Het ging om de organisatie van het binnenlands bestuur, het landbouwbeleid, de buitenlandse handel en de controle van de regionale verkiezingsuitgaven. Ontwikkelingssamenwerking werd pas op 1 januari 2004 ten dele naar de gewesten en de gemeenschappen overgeheveld.

## Beleid en maatregelen
- Welzijn, zorg en gezin
  - Extra geld om de wachtlijsten in de gehandicaptenzorg aan te pakken.[5]
  - Vlaamse regering voert de zorgverzekering in via fasen. De zwaarst hulpbehoevende en 65-plussers die thuis verblijven, zijn de eerste doelgroep. Voor de zorgverzekering moeten alle Vlamingen dertig frank per maand betalen.[6]
  - Nieuw akkoord voor de welzijnssector: gelijkschakeling van de lonen, een regularisatie van de nepstatuten en extra jobs.[7]
- Werk
  - Hervorming van de Vlaamse Dienst voor Arbeidsbemiddeling: de VDAB wordt in vierengedeeld.[8]
- Binnenlands bestuur
  - Decreet op de openbaarheid van het OCMW-bestuur. OCMW-raden moesten voortaan publiek bij te wonen zijn door de burgers.[9]
  - Niet verplichte inburgering voor nieuwkomers: Ze kunnen lessen Nederlands en maatschappelijke oriëntatie krijgen en worden geholpen bij het zoeken naar een job.[10]
  - Ambtenarenrevolutie:[11]
    - Kerndepartementen in plaats van kabinetten: zij zullen de ministers bijstaan in de voorbereiding van het beleid.
    - Zelfstandige overheidsagentschappen worden bevoegd voor het uitvoeren van homogene takenpakketten.
    - Topmanagers aan het hoofd: elk agentschap wordt geleid door een topmanager die als een bedrijfsleider verantwoordelijk wordt voor de jaarresultaten van zijn agentschap. Zij worden betaald zoals in de privé. Managers krijgen enkel een tijdelijk mandaat.
    - De politiek beslist: de agentschappen en de Vlaamse openbare instellingen (Bloso,...) beslissen enkel over de beleidsuitvoering. Het beleid zelf wordt uitgewerkt door de politici.
- Buitenlands beleid[12]
  - De regering start met het organiseren van cursussen Nederlands voor de ambassadeurs in de Brusselse Warande. Dit om de moeizame relatie tussen Vlaanderen en de ambassadeurs te verbeteren.
  - Oprichting Vlaamse Huizen in het buitenland, bijvoorbeeld Parijs.
- Cultuur
  - Integraal cultuurbeleid (2001).
  - Afschaffing kijk- en luistergeld.[13]
  - Verhoging van 520 miljoen frank van het budget voor de podiumkunsten.
- Ruimtelijke Ordening
  - Meerjarencampagne om het imago van de stad op te vijzelen en de stadsvlucht tegen te gaan.[14]
- Energie
  - Certificatensystemen voor groene stroom en warmtekrachtkoppeling (1 januari 2002).
  - Elektriciteitsdecreet maakt de elektriciteitsmarkt versneld vrij.
  - Decreet over de privatisering van de Gimv laat de Vlaamse overheid toe minderheidsaandeelhouder te worden van de Investeringsmaatschappij voor Vlaanderen.

## Samenstelling
De regering-Dewael bestond uit 9 ministers (8 ministers + 1 minister-president). VLD had 3 ministers (inclusief de minister-president), SP/sp.a, VU-ID en Agalev elk 2. Na het Lambermontakkoord van 2001 kwam er een extra minister voor VLD, waardoor de regering vanaf dan 10 ministers telde. Na het ontslag van Bert Anciaux in 2002 verloor VU-ID één minister ten voordele van VLD.
| Ambtsbekleder                                                                   | Ambtsbekleder                  | Ambtsbekleder                   | Ministerie                                                      | Termijn                      | Partij |
| ------------------------------------------------------------------------------- | ------------------------------ | ------------------------------- | --------------------------------------------------------------- | ---------------------------- | ------ |
|                                                                                 |                                | Patrick Dewael (1955)           | Minister-president                                              | 13 juli 1999 - 10 juni 2003  | VLD    |
| Minister Financiën en Begroting, Buitenlands Beleid en Europese Aangelegenheden | 13 juli 1999 - 1 augustus 2001 | Patrick Dewael (1955)           |                                                                 |                              | VLD    |
|                                                                                 |                                | Steve Stevaert (1954-2015)      | Viceminister-president                                          | 13 juli 1999 - 18 maart 2003 | SP     |
| Minister Mobiliteit, Openbare Werken en Energie                                 |                                | Steve Stevaert (1954-2015)      |                                                                 | 13 juli 1999 - 18 maart 2003 | SP     |
|                                                                                 |                                | Renaat Landuyt (1959)           | Viceminister-president                                          | 19 maart 2003 - 10 juni 2003 | SP     |
| Minister Werkgelegenheid en Toerisme                                            | 13 juli 1999 - 10 juni 2003    | Renaat Landuyt (1959)           |                                                                 |                              | SP     |
|                                                                                 |                                | Mieke Vogels (1954)             | Minister Welzijn en Gezondheid, Gelijke Kansen                  | 13 juli 1999 - 23 mei 2003   | Agalev |
| Minister Ontwikkelingssamenwerking                                              | 22 juli 2002 - 23 mei 2003     | Mieke Vogels (1954)             |                                                                 |                              | Agalev |
|                                                                                 |                                | Bert Anciaux (1959)             | Minister Brusselse Aangelegenheden, Cultuur en Jeugd            | 13 juli 1999 - 2 juli 2002   | VU     |
| Minister Huisvesting en Stedelijk Beleid                                        | 13 juli 1999 - 14 april 2000   | Bert Anciaux (1959)             |                                                                 |                              | VU     |
| Minister Ontwikkelingssamenwerking                                              | 14 april 2000 - 2 juli 2002    | Bert Anciaux (1959)             |                                                                 |                              | VU     |
| Minister Sport                                                                  | 18 mei 2001 - 2 juli 2002      | Bert Anciaux (1959)             |                                                                 |                              | VU     |
|                                                                                 |                                | Marleen Vanderpoorten (1954)    | Minister Onderwijs en Vorming                                   | 13 juli 1999 - 10 juni 2003  | VLD    |
|                                                                                 |                                | Vera Dua (1952)                 | Minister Leefmilieu en Landbouw                                 | 13 juli 1999 - 23 mei 2003   | Agalev |
|                                                                                 |                                | Johan Sauwens (1951)            | Minister Binnenlandse Aangelegenheden, Ambtenarenzaken en Sport | 13 juli 1999 - 10 mei 2001   | VU     |
| Minister Huisvesting                                                            | 14 april 2000 - 10 mei 2001    | Johan Sauwens (1951)            |                                                                 |                              | VU     |
|                                                                                 |                                | Dirk Van Mechelen (1957)        | Minister Ruimtelijke Ordening, Innovatie en Media               | 13 juli 1999 - 10 juni 2003  | VLD    |
| Minister Economie                                                               | 13 juli 1999 - 6 juli 2001     | Dirk Van Mechelen (1957)        |                                                                 |                              | VLD    |
| Minister Financiën en Begroting                                                 | 1 augustus 2001 - 10 juni 2003 | Dirk Van Mechelen (1957)        |                                                                 |                              | VLD    |
|                                                                                 |                                | Paul Van Grembergen (1937-2016) | Minister Binnenlandse Aangelegenheden en Ambtenarenzaken        | 10 mei 2001 - 10 juni 2003   | VU     |
| Minister Huisvesting                                                            | 10 mei 2001 - 6 juli 2001      | Paul Van Grembergen (1937-2016) |                                                                 |                              | VU     |
| Minister Buitenlands Beleid                                                     | 1 augustus 2001 - 3 juli 2002  | Paul Van Grembergen (1937-2016) |                                                                 |                              | VU     |
| Minister Cultuur en Jeugd                                                       | 3 juli 2002 - 10 juni 2003     | Paul Van Grembergen (1937-2016) |                                                                 |                              | VU     |
|                                                                                 |                                | Jaak Gabriëls (1943)            | Minister Economie, Buitenlandse Handel en Huisvesting           | 6 juli 2001 - 10 juni 2003   | VLD    |
| Minister Buitenlands Beleid                                                     | 3 juli 2002 - 10 juni 2003     | Jaak Gabriëls (1943)            |                                                                 |                              | VLD    |
|                                                                                 |                                | Gilbert Bossuyt (1947-2023)     | Minister Mobiliteit, Openbare Werken en Energie                 | 18 maart 2003 - 10 juni 2003 | SP     |
|                                                                                 |                                | Guy Vanhengel (1958)            | Minister Brusselse Aangelegenheden en Sport                     | 3 juli 2002 - 10 juni 2003   | VLD    |
|                                                                                 |                                | Ludo Sannen (1954)              | Minister Leefmilieu, Landbouw en Ontwikkelingssamenwerking      | 26 mei 2003 - 10 juni 2003   | Agalev |
|                                                                                 |                                | Adelheid Byttebier (1963)       | Minister Welzijn en Gezondheid, Gelijke Kansen                  | 26 mei 2003 - 10 juni 2003   | Agalev |

### Opmerkingen
- Ministers Dewael en Vanderpoorten zijn verwant aan elkaar; ze hebben beiden politicus Arthur Vanderpoorten als grootvader.

### Herschikkingen
- Op 14 april 2000 krijgt Bert Anciaux er de bevoegdheid Ontwikkelingssamenwerking bij. Zijn bevoegdheid Huisvesting staat hij af aan partijgenoot Johan Sauwens.
- Op 10 mei 2001 neemt Johan Sauwens ontslag.
- Op 11 mei 2001 komt er een nieuwe minister, Paul Van Grembergen (VU-ID), die bevoegd wordt voor Binnenlandse Aangelegenheden, Huisvesting en Ambtenarenzaken.
- Op 18 mei 2001 krijgt Bert Anciaux er de bevoegdheid Sport bij.
- Op 6 juli 2001 komt er een nieuwe minister, Jaak Gabriëls (VLD), die bevoegd wordt voor Buitenlandse Handel. Ook krijgt hij de bevoegdheden Economie (ten nadele van Dirk Van Mechelen) en Huisvesting (ten nadele van Paul Van Grembergen)
- Op 1 augustus 2001 draagt Patrick Dewael al zijn bevoegdheden over aan andere ministers:
  - Dirk Van Mechelen krijgt Financiën, Begroting
  - Paul Van Grembergen krijgt er Buitenlands Beleid bij
- Op 3 juli 2002 neemt Bert Anciaux ontslag, waarna zijn bevoegdheden worden verdeeld over enkele ministers:
  - Mieke Vogels krijgt Ontwikkelingssamenwerking
  - Er komt een nieuwe minister, Guy Vanhengel, die bevoegd wordt voor Sport en Brusselse Aangelegenheden
  - Paul Van Grembergen krijgt Cultuur en Jeugd, maar moet Buitenlands Beleid afstaan aan Jaak Gabriëls.
- Op 19 maart 2003 wordt Steve Stevaert vervangen door Gilbert Bossuyt, die al zijn bevoegdheden overneemt. Echter, Renaat Landuyt wordt minister-vicepresident.
- Op 26 mei 2003 worden zowel Mieke Vogels als Vera Dua vervangen door respectievelijk Adelheid Byttebier en Ludo Sannen. De bevoegdheid Ontwikkelingssamenwerking wordt overgedragen van Adelheid Byttebier naar Ludo Sannen.

Geens I · 
Geens II · 
Geens III · 
Geens IV · 
Van den Brande I · 
Van den Brande II · 
Van den Brande III · 
Van den Brande IV · 
Dewael · 
Somers · 
Leterme · 
Peeters I · 
Peeters II · 
Bourgeois · 
Homans · 
Jambon ·
Diependaele